# Puente Internacional San Ignacio de Loyola
El Puente Internacional San Ignacio de Ayola está ubicado sobre el río Pilcomayo, distante 5 km de la ciudad argentina de Clorinda y 42 km de Asunción, capital del Paraguay. Une la ciudad de Clorinda (Formosa) con la de José Falcón (Presidente Hayes), ubicada en el Chaco paraguayo, y es la única conexión directa vehicular entre ambos países. 
Consiste de un puente modular prefabricado de acero de tipo Acrow, de 70 m de longitud y 8 m de ancho de calzada, sobre el río Pilcomayo. Presenta todo tipo de tránsito vehicular por ruta pavimentada hasta la capital paraguaya.
Están determinados los límites de las Zonas Primarias Aduaneras en jurisdicción de la Aduana de Clorinda como se indica seguidamente:
- Resguardo Jurisdiccional Puente Internacional San Ignacio de Loyola, se delimita como Zona Primaria Aduanera desde el pórtico-casilla de control ubicado sobre la Ruta Nacional N.º 11 hasta el límite sobre el Puente Internacional, abarcando las áreas y estructuras edilicias comprendidas dentro del alambre tejido perimetral que la circunda y que está expresado en el croquis respectivo, el que fue debidamente refrendado por los intervinientes.

Está vinculado con la red vial argentina por la Ruta 11, que nace en Rosario (Argentina) y finaliza en Clorinda, a través de 980 km, y con la red vial paraguaya a través de la Ruta 12, que la conecta a Asunción.
- Datos: Q7414305
- Multimedia: Puente San Ignacio de Loyola / Q7414305